# Caroline Ridderstolpe
Caroline Johanna Lovisa Ridderstolpe, född Kolbe i Berlin 2 september 1793, död 8 oktober 1878, var en svensk tonsättare och sångare.    

## Biografi
Ridderstolpe var född i Berlin och dotter till kapellmästaren Carl Kolbe. Hon gifte sig 1816 med landshövdingen i Västerås greve Fredrik Ludvig Ridderstolpe. 
Hon studerade komposition för Carl Maria von Weber och gav ut flera kompositioner, bland andra Sju Sånger (1832) tillägnade kronprinsessan Josefina, Hvad är Glädjen? (1834) tillägnad den döda vännen Josefina Benedicks och "Nya Sånger" (1836). Hon var dessutom utbildad koloratursångare.
Hon invaldes som ledamot (Heders Classen) nr 322 av Kungliga Musikaliska Akademien den 26 mars 1850. Esaias Tegnér hyllade henne i ett impromptu från 1834.

## Musikverk

### Pianoverk
- Mina sista höstblommor. Utgiven 1863.[1]

1. Lied ohne Worte
2. Marsch
3. Marsch "Reminiscens av 1813 års frihetskrig"
4. Lied ohne Worte
5. Marsch

### Sång och piano
- Fem smärre sånger.[2]

1. Våren (Der Frühling). Text av Heinrich Heine.
2. Uppenbarelsen. Text ur Främlingarna av Sofia Ahlbom.
3. Vad vill den ensamma tåren? (Was will die einsame Thränen?). Text av Heinrich Heine.
4. Ack, täcka flicka! Text av Carl Fredrik Ridderstad.
5. Vår och höst. Text av Anders Abraham Grafström.

- Trost der Kleinen. Text av Ignaz Franz Castelli.[3]

1. Trost der Kleinen
2. Ziel der Sehnsucht

- Svenska sånger ur Axel och Frithiof. Texter ur "Axel: en romans" och "Frithiofs saga" av Esaias Tegnér. Översatt till tyska av Ludolf Schley och Amalia von Helvig. Tillägnad prinsessan Maria Anna av Hessen-Homburg. Utgiven 1829.[4]

1. Axels vanvett (Axels Wahnsinn)
2. Frithiofs frieri (Wie Frithiof freit)
3. Frithiof hos Angantyr (Frithiof bey Angantyr)
4. Balders bål (Baldurs Tempelbrand)
5. Frithiof kommer till Kung Ring (Frithiof kömmt zu König Ring)
6. Isfarten (Die Eisfart)
7. Frithiofs frestelse (Frithiofs Versuchung).

- Sov oroliga hjärta sov. Text av Johan Ludvig Runeberg.[5]

- Vad är glädjen!. Text av Carl Wilhelm Böttiger. Till minne av Josephine Benedicks. Utgiven på 1830-talet.[6]

1. Glädjen
2. Thekla

- Nya sånger. Utgiven på 1830-talet.[7]

1. Den fattiga modern. Text av Carl Wilhelm Böttiger.
2. Ett barns aftonbön. Text av Carl Wilhelm Böttiger.
3. Om Gud så vill. Text av Carl Wilhelm Böttiger.
4. Nichts und Etwas (Ingenting och något). Text av Ignaz Franz Castelli.
5. Hopp och minne. Text av Anders Abraham Grafström.
6. Schweitzer-visa. Text av Carl Wilhelm Böttiger.

- Sju sånger. Tillägnad kronprinsessan Josefina av Leuchtenberg. Utgiven 1832.[8]

1. Otros artiklar. Text av Carl Wilhelm Böttiger.
2. Flickan i Sätersdal. Text av Olof Fredrik Vahlin.
3. Din kärlek. Text av Julia Nyberg.
4. Trasten. Text av Julia Nyberg.
5. Säg mig ej välkommen. Text av Anders Abraham Grafström.
6. Contemplation. Text av Siegfried August Mahlmann.
7. Budskapen. Översatt från tyska av Bernhard von Beskow.

- Åtta sånger. Tillägnad friherrinnan Aurora Braunerhjelm. Utgiven 1848.[9]

1. De tvenne källorna. Översättning av Th. Moore.
2. Längtan. Text av Erik Gustaf Geijer.
3. Naturbetraktaren. Text ur "Främlingarna".
4. Nichts und Etwas (Ingenting och något). Text av Ignaz Franz Castelli.
5. Suleika. Text av Johan Nybom.
6. Duvposten. Text av Carl Wilhelm Böttiger.
7. Dig! (Dir!). Översättning av Julia Nyberg.
8. Den tiggande modern (Das bettelweib). Tysk text August Kahlert och översatt till svenska av Anders Abraham Grafström.